# ピエール・ブーヴィエ
ピエール・ブーヴィエ（Pierre Bouvier、1979年5月9日 - ）はカナダのミュージシャン。シンプル・プランのメンバー。既婚。